# Турнус-Девант
Турну́с-Дева́нт (фр. Tournous-Devant, окс. Tornós Davant) — коммуна во Франции, находится в регионе Юг — Пиренеи. Департамент — Верхние Пиренеи. Входит в состав кантона Галан. Округ коммуны — Тарб.
Код INSEE коммуны — 65449.

## География

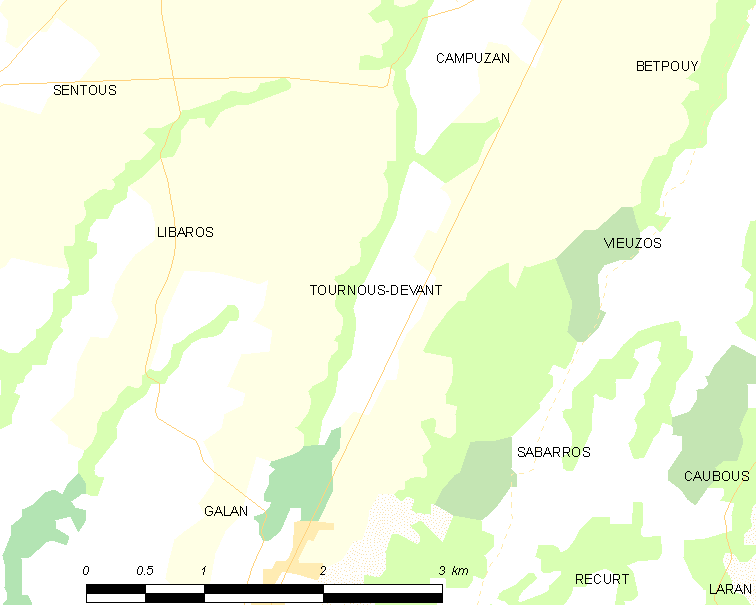
Карта коммуны

Коммуна расположена приблизительно в 650 км к югу от Парижа, в 95 км северо-западнее Тулузы, в 29 км к востоку от Тарба.
Коммуна расположена на плато Ланнемезан. На западе коммуны протекает река Петит-Баиз.

## Климат
Климат умеренно-океанический с солнечной тёплой погодой и обильными осадками на протяжении практически всего года.

## Население
Население коммуны на 2010 год составляло 111 человек.
| 1962 | 1968 | 1975 | 1982 | 1990 | 1999 | 2010 |
| ---- | ---- | ---- | ---- | ---- | ---- | ---- |
| 155  | 145  | 129  | 140  | 138  | 130  | 111  |

## Администрация
| Период | Период | Фамилия        | Партия | Примечания |
| ------ | ------ | -------------- | ------ | ---------- |
| 2001   | 2020   | Франсуа Дабези |        |            |

## Экономика
В 2010 году среди 70 человек трудоспособного возраста (15-64 лет) 48 были экономически активными, 22 — неактивными (показатель активности — 68,6 %, в 1999 году было 72,0 %). Из 48 активных жителей работали 46 человек (25 мужчин и 21 женщина), безработных было 2 (0 мужчин и 2 женщины). Среди 22 неактивных 5 человек были учениками или студентами, 14 — пенсионерами, 3 были неактивными по другим причинам.